# Geranium mutisii
Geranium mutisii är en näveväxtart som beskrevs av Carlos Aedo. Geranium mutisii ingår i släktet nävor, och familjen näveväxter. Inga underarter finns listade i Catalogue of Life.